# HMS Lamerton (L88)
HMS Lamerton (L88) là một tàu khu trục hộ tống lớp Hunt Kiểu II của Hải quân Hoàng gia Anh Quốc được hạ thủy năm 1940 và đưa ra phục vụ năm 1941. Nó đã hoạt động cho đến hết Chiến tranh Thế giới thứ hai, đưa về lực lượng dự bị năm 1946 rồi được chuyển cho Hải quân Ấn Độ năm 1952 và hoạt động như là chiếc INS Gomati. Con tàu được chuyển quyền sở hữu cho Ấn Độ năm 1958 và hoạt động cho đến năm 1975, bị bán để tháo dỡ sau đó.

## Thiết kế và chế tạo
Lamerton thuộc vào số 33 chiếc tàu khu trục lớp Hunt nhóm II, có mạn tàu rộng hơn nhóm I, tạo độ ổn định cho một tháp pháo QF 4 in (100 mm) Mark XVI nòng đôi thứ ba, cũng như cho phép tăng số lượng mìn sâu mang theo từ 40 lên 110.
Lamerton được đặt hàng vào ngày 3 tháng 9 năm 1939 cho hãng Swan Hunter tại Tyne and Wear trong Chương trình Chế tạo Khẩn cấp Chiến tranh 1939 và được đặt lườn vào ngày 10 tháng 4 năm 1940. Nó được hạ thủy vào ngày 14 tháng 12 năm 1940 và nhập biên chế vào ngày 16 tháng 8 năm 1941.

## Lịch sử hoạt động

### 1941
Sau khi hoàn tất trang bị và chạy thử máy, Lamerton đi đến Scapa Flow vào tháng 8 năm 1941 để thực hành cùng các tàu chiến thuộc Hạm đội Nhà. Nó gia nhập Chi hạm đội Khu trục 12 vào tháng 9 để hoạt động hộ tống các đoàn tàu vận tải vượt Đại Tây Dương tại Khu vực tiếp cận phía Tây. Đang khi nằm trong thành phần hộ tống cho Đoàn tàu HG74 đi sang Gibraltar, nó đã đánh chìm tàu ngầm Ý Galileo Ferraris vào ngày 25 tháng 10 sau một trận đấu pháo tay đôi.
Vào ngày 22 tháng 12, Lamerton tham gia cùng tàu tuần dương hạng nhẹ Arethusa (26) và các tàu khu trục Somali (F33), Eskimo (F75), Ashanti (F51), Bedouin (F67), Wheatland (L122) cùng các tàu khu trục Ba Lan ORP Kujawiak (L72) và ORP Krakowiak (L115) để hỗ trợ cho Chiến dịch Archery, cuộc đột kích lên Lofoten, Na Uy.

### 1942
Lamerton được điều sang Chi hạm đội Khu trục 6 vào tháng 3 năm 1942. Vào ngày 10 tháng 3, nó cùng các tàu khu trục Sabre (H18), Saladin (1919) và tàu khu trục Ba Lan ORP Blyskawica (L115) hộ tống cho Đoàn tàu PQ13 trong chặng đầu tiên đi đến Iceland. Lực lượng tách khỏi đoàn tàu vào ngày 16 tháng 3 để tiếp nhiên liệu cùng tàu chở dầu RFA Oligarch thuộc Lực lượng Q, rồi gia nhập trở lại đoàn tàu vận tải vào ngày 20 tháng 3. Đoàn tàu PQ13 phân tán vào ngày 25 tháng 10 do thời tiết xấu, và lực lượng hộ tống rút lui về căn cứ.
Vào ngày 27 tháng 4, Lamerton tham gia thành phần hộ tống cho các thiết giáp hạm King George V (41) và USS Washington (BB-56), tàu sân bay Victorious (R38) cùng các tàu tuần dương Kenya (14), USS Wichita (CA-45) và USS Tuscaloosa (CA-37) để bảo vệ từ xa cho Đoàn tàu PQ15 đi sang Liên Xô và Đoàn tàu QP 11 quay trở về. Lực lượng hộ tống còn bao gồm các tàu khu trục Escapade (H17), Faulknor (H62), Marne (G35), Martin (G44), Oribi (G66), Punjabi (F21) và Inglefield (D02); các tàu khu trục hộ tống Belvoir (L32), Middleton (L74) và Hursley (L84) cùng bốn tàu khu trục Hoa Kỳ USS Madison (DD-425), USS Plunkett (DD-431), USS Wainwright (DD-419) và USS Wilson (DD-408). Sang ngày 1 tháng 5, một tai nạn va chạm với King George V đã khiến Punjabi bị đắm và King George V bị hư hại phải tách ra để rút lui về Iceland. Đến ngày 13 tháng 5, nó cùng các tàu chiến khác thuộc Hạm đội Nhà được phái hộ tống tàu tuần dương Trinidad (46) bị hư hại quay trở về Anh sau khi được sửa chữa tạm thời tại Murmansk, tuy nhiên Trinidad bị máy bay Đức đánh trúng trên đường đi và phải bị đánh đắm, và nó quay về Scapa Flow.
Đến ngày 21 tháng 5, Lamerton được bố trí hộ tống các thiết giáp hạm Duke of York (17) và USS Washington, tàu sân bay Victorious cùng các tàu tuần dương London (69) và USS Wichita để bảo vệ cho Đoàn tàu PQ16 đi sang Liên Xô và Đoàn tàu QP 12 quay trở về. Thành phần hộ tống còn bao gồm các tàu khu trục Eclipse (H08), Faulknor, Fury (H76), Icarus (D03) và Intrepid (D10), các tàu khu trục hộ tống Blankney (L30), Middleton và Wheatland cùng các tàu khu trục Hoa Kỳ USS Mayrant (DD-402), USS Rhind (DD-404), USS Rowan (DD-405) và USS Wainwright.
Sang tháng 6, Lamerton được đại tu nhằm chuẩn bị để được điều động sang khu vực Địa Trung Hải. Sau khi hoàn tất việc tái trang bị, nó đi đến Clyde vào ngày 28 tháng 7 để tham gia hộ tống cho Đoàn tàu WS21S đi sang Địa Trung Hải trong khuôn khổ Chiến dịch Pedestal. Trong khi đoàn tàu được tái bố trí, nó mắc tai nạn va chạm với chiếc tàu buôn SS Almenara vào ngày 1 tháng 8 và bị hư hại nặng, bị buộc phải quay trở về Liverpool để được sửa chữa trong một xưởng tàu tư nhân.
Hoàn tất việc sửa chữa vào ngày 26 tháng 9, Lamerton chạy thử máy sau đại tu trước khi gia nhập Hạm đội Nhà. Sang tháng 10, nó được huy động vào lực lượng chuẩn bị tham gia Chiến dịch Torch, cuộc đổ bộ của lực lượng Đồng Minh lên Bắc Phi. Nó gia nhập một đoàn tàu vận tải hướng sang Bắc Phi để gia nhập Đội khu trục 57, và sau khi đi đến Gibraltar được phối thuộc cùng Lực lượng Đặc nhiệm phía Đông.

#### Chiến dịch Torch
Lamerton đã có mặt trong thành phần Lực lượng H trong khuôn khổ Chiến dịch Torch, khởi hành từ Gibraltar vào ngày 5 tháng 11 để hộ tống Đoàn tàu KMF1 hướng sang Algiers, và sau khi băng qua eo biển Gibraltar lúc 10 giờ 45 phút ngày hôm sau, thành phần hộ tống của Lực lượng H đã được bổ sung bởi sự có mặt của Lamerton cùng các chiếc Acute (J106), Algerine (J213), Alarm (J140), Albacore (J101), Cadmus (J230), Speedwell (J87), Hussar (J82), ORP Błyskawica, Wilton (L128) và Wheatland (L122), trong khi Ibis (U99), Enchantress (L56), Clare (I14), Broke (D83), Malcolm (D19), Wrestler (D35) và Vanoc (H33) được cho tách ra để hộ tống Đoàn tàu KMSA 1. Lúc 12 giờ 30 phút, tàu đánh cá Tây Ban Nha Jesus Dei Gran bị phát hiện ở hướng Đông Nam, và Phó đô đốc Harold Burrough, Tư lệnh Lực lượng Hải quân Đồng Minh, đã ra lệnh cho Lamerton đổ bộ lên tàu để áp giải chiếc tàu đánh cá đi đến Gibraltar. Thủy thủ đoàn của Jesus Dei Gran tỏ ra thân thiện và chấp hành lệnh áp giải trong hòa bình.
Lamerton đi đến ngoài khơi bãi Baker, Algiers vào ngày 8 tháng 11, và được bố trí để hỗ trợ hỏa lực. Sang ngày hôm sau, nó trợ giúp cho tàu tuần dương phụ trợ HMS Palomares bị hư hại do không kích của đối phương, và đến ngày 10 tháng 11 đã bắn pháo hỗ trợ cho cuộc đổ bộ lên Bougie, Algérie. Vào ngày 11 tháng 11, nó đón binh lính lên tàu cho hoạt động đổ bộ tiếp theo, và sang ngày hôm sau đã cho đổ bộ lực lượng lên Bône, Algeria. Trong tháng 12, con tàu tiếp tục hộ tống các đoàn tàu vận tải tiếp liệu cho các hoạt động tiếp theo tại Bắc Phi.

### 1943
Lamerton tiếp tục hoạt động phòng thủ chống tàu ngầm cho các đoàn tàu vận tải ven biển và tuần tra tại khu vực Tây Địa Trung Hải cho đến tháng 2 năm 1943. Sang tháng 3, nó được bố trí ngoài khơi bờ biển Tunisia hỗ trợ các hoạt động tại đây, và vào ngày 20 tháng 3 đã cùng các tàu chị em Wheatland và Bicester (L34) tham gia truy tìm tàu ngầm U-boat Đức U-443 bị radar bờ biển phát hiện ngoài khơi Algiers. Cuộc truy tìm và tấn công bằng mìn sâu phối hợp cùng không quân kéo dài 63 giờ, cuối cùng đã đánh chìm U-443 ở tọa độ 36°55′B 22°25′Đ / 36,917°B 22,417°Đ ngoài khơi Algiers, không có người nào trong số thủy thủ đoàn sống sót.
Sang tháng 5, Lamerton tham gia chiến dịch phong tỏa Cape Bon ngăn chặn tàu bè triệt thoái binh lính Đức khỏi Bắc Phi, tiến hành bắn phá các vị trí đối phương tại Kelebia. Đến tháng 6, nó được huy động để tham gia Chiến dịch Husky, cuộc đổ bộ của lực lượng Đồng Minh lên Sicily, Ý. Chiếc tàu khu trục khởi hành từ Algiers vào ngày 6 tháng 7 trong thành phần hộ tống cho Đoàn tàu KMS18, tách khỏi KMS18 vào ngày hôm sau để được tiếp nhiên liệu tại Sousse, Tunisia, rồi gia nhập Đoàn tàu SBF1 vào ngày 9 tháng 7 để hộ tống đoàn tàu đi đến ngoài khơi bãi đổ bộ Bark South một ngày sau đó. Nó tiếp tục hỗ trợ cho cuộc đổ bộ của Sư đoàn 1 Nhảy dù xuống khu vực Tây Nam Syracuse và tiếp tục bắn hải pháo hỗ trợ cho cuộc tấn công.
Đến tháng 9, Lamerton lại được huy động cho Chiến dịch Avalanche, cuộc đổ bộ tiếp theo của lực lượng Đồng Minh lên Salerno, Ý. Nó được bố trí tại Malta, và đã khởi hành vào ngày 9 tháng 9 trong thành phần hộ tống cho Đoàn tàu NSS1 đi đến bãi đổ bộ. Vào ngày 11 tháng 9, nó đã bắn hải pháo hỗ trợ ngoài khơi Salerno, và tuần tra ngăn chặn sự can thiệp của các xuồng phóng lôi E-boat đối phương.
Sang tháng 10, Lamerton được điều sang khu vực Đông Địa Trung Hải, đặt căn cứ tại Alexandria, để hỗ trợ cho Chiến dịch Dodecanese tại biển Aegean. Đây là nhằm chiếm đóng các đảo Hy Lạp thuộc quần đảo Dodecanese trước đây do quân Ý chiếm đóng; tuy nhiên do Ý đã chấp thuận ngừng bắn, những đảo này có nguy cơ bị quân Đức xâm chiếm. Chiếc tàu khu trục đã tuần tra ngăn chặn tàu đổ bộ đối phương, và cho đổ bộ lực lượng và phương tiện xuống đảo Leros. Đến tháng 11, nó được rút về khu vực Trung tâm Địa Trung Hải để hoạt động hộ tống vận tải cũng như hỗ trợ các chiến dịch tại bờ biển phía Tây bán đảo Ý và trong biển Adriatic.

### 1944
Lamerton tiếp tục hoạt động hộ tống vận tải và hỗ trợ các chiến dịch quân sự tại khu vực biển Adriatic cho đến tháng 8 năm 1944, bao gồm việc trợ giúp và tiếp tế cho các hoạt động du kích. Sang tháng 9, nó hỗ trợ cho việc tái chiếm các đảo trong vùng biển Aegean, tuần tra ngăn chặn tàu bè đối phương triệt thoái lực lượng về đất liền. Đến tháng 11, nó được điều sang Chi hạm đội Khu trục 5 đặt căn cứ tại Alexandria, tuần tra và hỗ trợ tại vùng biển duyên hải Hy Lạp trong khi lực lượng Đồng Minh đổ bộ lên nước này.

### 1945
Lamerton tiếp tục hỗ trợ các chiến dịch quân sự tại Hy Lạp và Albania, hộ tống vận tải và tuần tra chống tàu ngầm tại khu vực Đông Địa Trung Hải cho đến tháng 2 năm 1945. Nó được điều trở về Anh trong tháng 3, gia nhập Chi hạm đội Khu trục 16 đặt căn cứ tại Harwich, và hoạt động tuần tra và hộ tống vận tải ven biển tại khu vực Bắc Hải, nhằm đối phó các hoạt động quấy phá của tàu ngầm đối phương trang bị ống hơi, cũng như việc rải thủy lôi của các tàu E-boat.
Sau khi xung đột kết thúc tại Châu Âu vào đầu tháng 5, Lamerton được đề cử sang phục vụ cùng Chi hạm đội Khu trục 18, đặt căn cứ tại Trincomalee, Ceylon, trực thuộc Hạm đội Viễn Đông. Nó lên đường đi Simonstown, Nam Phi vào tháng 7, nơi con tàu được đại tu và tái trang bị. Tuy nhiên, do Nhật Bản đã chấp nhận đầu hàng vào giữa tháng 8 kết thúc hoàn toàn Thế Chiến II, việc điều động nó sang Viễn Đông bị hủy bỏ. Sau khi hoàn tất việc sửa chữa tại Simonstown, nó quay trở về Anh vào tháng 12 năm 1945, và được đưa về lực lượng dự bị tại Harwich.

### INSGomati
Vào năm 1953, cùng với các tàu chị em Bedale và Chiddingfold, Lamerton được chuyển cho Ấn Độ mượn bù đắp cho một tàu tuần dương vốn không thể chuyển giao theo kế hoạch. Nó chính thức nhập biên chế cùng Hải quân Ấn Độ vào ngày 24 tháng 4 năm 1953, nhưng vẫn giữ tên gọi cũ và cờ hiệu Hải quân Hoàng gia trong buổi Duyệt binh hạm đội tại Spithead nhân Lễ Đăng quang của Nữ hoàng Elizabeth vào ngày 15 tháng 6 năm 1953. Chỉ đến ngày 18 tháng 6, nó mới chính thức đổi tên thành INS Gomati trong một buổi lễ tại Liverpool.
INS Gomati cùng với các chiếc INS Ganga và INS Godavari (nguyên là những tàu chị em Bedale và Chiddingfold tương ứng) hình thành nên Hải đội Khu trục 22 Ấn Độ, với Godavari đảm nhận vai trò soái hạm. Chúng được sử dụng trong vai trò huấn luyện. Hợp đồng cho mượn được gia hạn vào tháng 8 năm 1956, và quyền sở hữu con tàu được bán đứt cho Ấn Độ vào tháng 4 năm 1958. Nó tiếp tục phục vụ trong vai trò huấn luyện cho đến khi bị bán để tháo dỡ vào năm 1975.